# イオンモール松本
イオンモール松本 (イオンモールまつもと) は、長野県松本市に所在し、イオンモール株式会社が運営する大型ショッピングセンターである。

## 概要

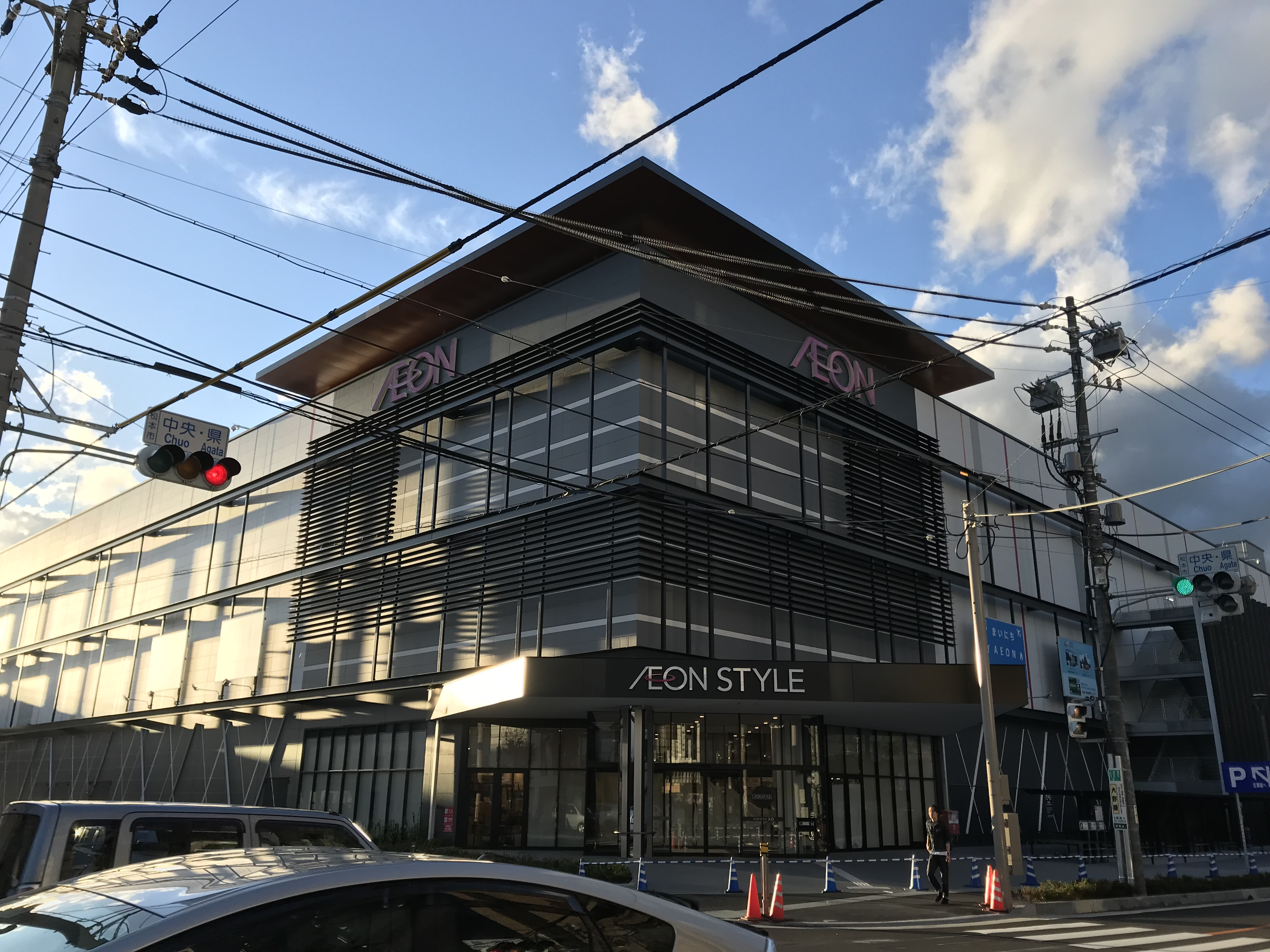
晴庭

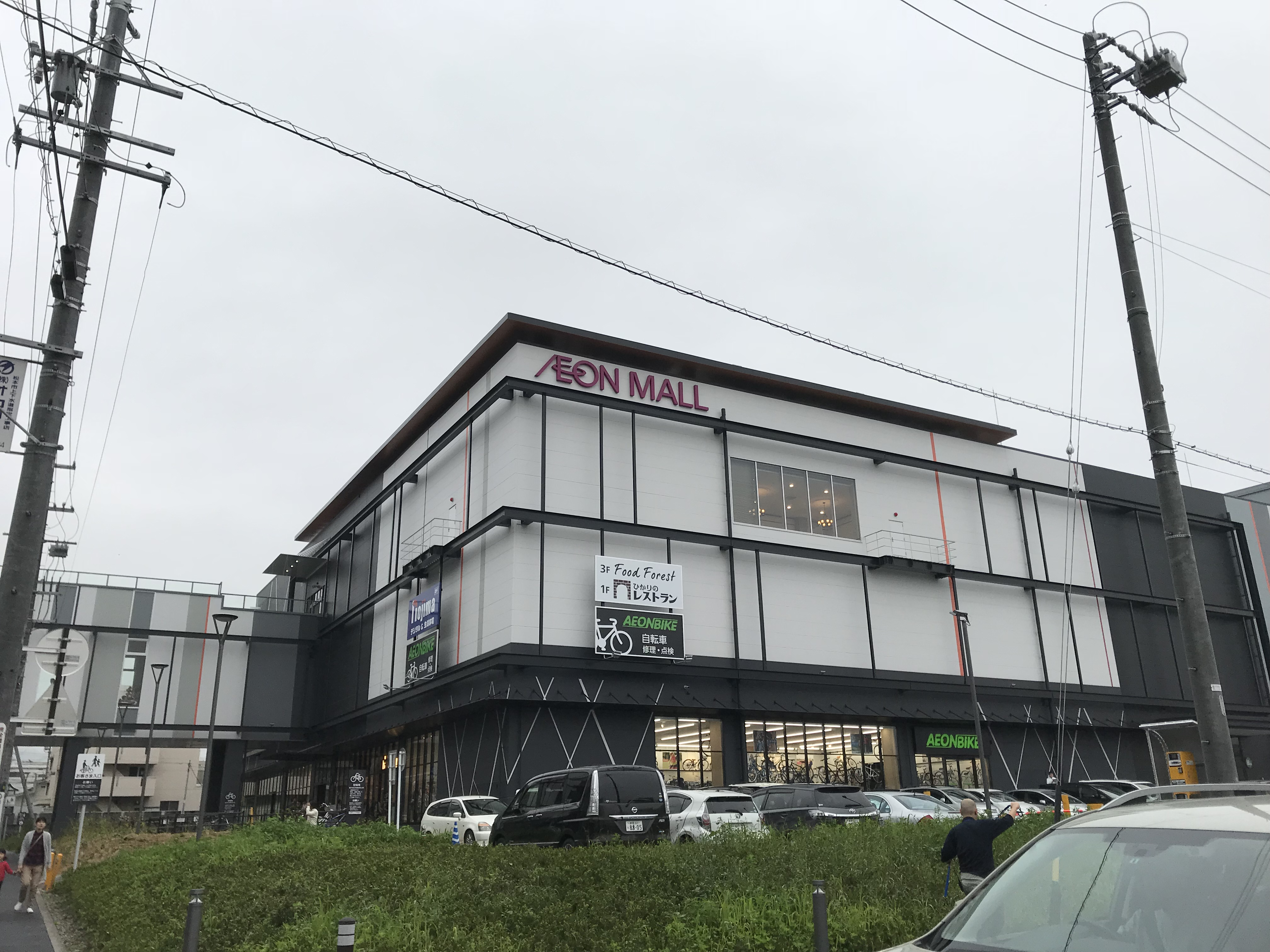
風庭

「イオン東松本店」（旧・ジャスコ東松本店）を核店舗として開業した「松本カタクラモール」跡地を含む片倉工業所有地に開業したSCである。長野ではイオンモール佐久平に次いで2店目のイオンモールであり、県下最大級のショッピングモールとしてオープンした。
松本駅から徒歩圏内、商店街や観光スポットなども近接する市の中心部に所在し、"まちなみ回遊拠点"を標榜する。SCは3館から成り、回遊性の高い構造となっている。SC総賃貸面積は約49000㎡、約170の専門店で構成され、このうち県内企業・団体の出店は39件となっている。
当初から予定していた、「地域との連携」（ローカライズ）の取り組みとして、次の5つを一例として挙げている。
1. 松本地域健康産業推進協議会への参加
2. 地区の歴史表示
3. 松本山雅FCとの取り組み
4. 地元誌との取り組み
5. 観光情報サイネージの設置

### 施設構成
メインモールの晴庭は3層構造で、それぞれの各階の角にはイオンスタイルが入り、対角には1階にH&M、2階に無印良品、3階にはGUとサブ核の大型店舗が配されている。イオンスタイル1階は食品とヘルス&ビューティーを中心に展開、2階には衣料と住関連を展開、3階には県内のイオン初出店のベビー・キッズの大型専門店「キッズリパブリック」や、クリニックゾーンも配した。また、かつてカタクラモール敷地内にあり、住民からの保存の要望が多かった昭和初期の建築物「片倉工業旧事務所棟」をモールのシンボルとして晴庭に移築し、レストラン「BISTRO HIKARIYA」として活用している。
「信州最大のフードモール」をうたう風庭も3層構造。2階、3階が晴庭と連結ブリッジで結ばれている。1階は「ひかりのレストラン」と名付けられたレストランゾーン、2階はノジマ、島村楽器、アミューズメントの楽市楽座などの大型店のほか、130m2の多目的ホール「イオンホール」を設置した。3階は約1000席からなるフードコート。
空庭は2層構造で、風庭に隣接。開業時には1階にJA松本ハイランド直売所や飲食店が出店していたが、のちに撤退。後継テナントとしてセリアやロフトなどが入居。2階には8スクリーン1102席の「イオンシネマ松本」がオープン。最も大きい8番スクリーンは4K解像度に対応し、音響システムに最先端の「ヴィヴ・オーディオ」を導入している。

## 主なテナント

### 晴庭
- イオンスタイル松本（1、2、3階）
- H&M（1階）
- 無印良品（2階）
- GU（3階）

### 風庭
- イオンバイク（1階）
- ノジマ（2階）
- 楽市楽座（アミューズメント）（2階）

### 空庭
- 未来屋書店（1階）
- Seria（1階）
- イオンシネマ松本（2階）

他の専門店については、公式ウェブサイトを参照。

## アクセス
- 鉄道駅はJR東日本の篠ノ井線の松本駅が最寄り。
- 路線バスでもアクセス可能だが、イオンモール自体が広いため、晴庭と風庭北側は松本駅お城口バス停からタウンスニーカー東コースなどで日ノ出町（イオンモール）バス停下車すぐである。晴庭は北市内線や横田信大循環線では清水バス停が最寄りとなる。

## 近隣の商業施設
- MIDORI松本
- MMKビルコングロ・M